# Прусова, Роза Кондратьевна
Роза Кондратьевна Прусова, в девичестве — Пашкевич (8 марта 1923 год, Игумен, Белорусская ССР, СССР) — наладчица Минского тракторного завода, Белорусская ССР. Герой Социалистического Труда (1960).

## Биография
Родилась в 1923 году в семье кронштадтского матроса и большевика Кондрата Пашкевича в городе Игумен (ныне — Червень). Трудовую деятельность начала в 1937 году. Училась в вечерней школе. В мае 1941 года по комсомольской путёвке отправилась в Суоярви, где работала кассиром на лесозаготовках. Участвовала в Великой Отечественной войне в составе истребительного батальона. Получив ранение, лечилась в госпитале в Казахстане. Там же, окончив школу ФЗО, получила специальность машиниста шахтных машин. Трудилась на свинцовых рудниках в Казахстане. С 1942 года трудилась на танковом заводе в Свердловске. После освобождения Белоруссии переехала в Минск, где с 1949 года работала гальваностегом термического цеха, наладчиком гальванических установок тракторно-сборочного цеха Минского тракторного завода.
Досрочно выполнила производственные задания шестой пятилетки (1956—1960) и собственные социалистические обязательства. Указом Президиума Верховного Совета СССР от 7 марта 1960 года в ознаменование 50-летия Международного женского дня, за выдающиеся достижения в труде и особо плодотворную общественную деятельность удостоена звания Героя Социалистического Труда с вручением ордена Ленина и золотой медали «Серп и Молот».
В 1961 году вступила в КПСС. Избиралась делегатом XXII съезда КПСС.
С 1970 года трудилась инженером-плановиком механического цеха.